# 下田圭将
下田 圭将（しもだ けいしょう、1984年1月28日 - ）は、長崎県島原市出身で追手風部屋に所属した元大相撲力士。本名同じ。得意は押し。現役時代の体格は身長174cm、体重138kg。最高位は西幕下筆頭（2006年7月場所）。

## 来歴
島原三小4年生の時に相撲を始め、島原二中を経て諫早農高相撲部へと進み、高校3年の時にインターハイ個人戦準優勝、世界ジュニア相撲選手権大会重量級優勝。その後日本大学へ進学し、大学1年で東日本学生相撲新人選手権大会優勝、2年で全国学生相撲選手権大会3位、3年で世界相撲選手権大会無差別級で優勝した。4年の時には主将を務め、国民体育大会秋季大会相撲競技・成年Aと全国学生相撲選手権大会で優勝し、大相撲の幕下付出新制度導入後初の幕下10枚目格付け出しが期待されたが、全日本相撲選手権大会では準決勝で敗れ3位に終わった。しかし、学生相撲では個人タイトル16冠の栄冠に輝いた。一方、相撲が正式競技となったワールドゲームズ2005で115kg超級金メダルと無差別級銀メダルを獲得。
当然周囲からは角界入りが期待されたが、監督から日大職員就職を勧められたこともあり一度は大学に残る決意をした。しかし同級生の境澤賢一（三保ヶ関部屋→尾上部屋）や、諫早農高でインターハイ団体2連覇を成し遂げた時のメンバー北園基嗣（尾車部屋）らライバルたちが続々と入門するのを見て、2006年3月場所前に監督と相談して追手風部屋入門を決めた。5月場所番付発表後の4月17日に幕下付出が承認され、幕下15枚目格付け出しでデビューした。ワールドゲームズメダリストの初土俵第1号となった。
初土俵の2006年5月場所で7戦全勝優勝を達成し、史上初の1場所での十両昇進も期待されたが、十両からの転落者が少なく翌場所の昇進は見送られた。15枚目以上（正しくは15枚目格）の7戦全勝優勝力士の十両昇進見送りはこれが史上初めてのことで、幕下15枚目格で全勝したにもかかわらず十両に昇進できなかったことで、15枚目と15枚目格は同等ではないことが周知されることとなった。この見送りにアマチュア相撲関係者は大いに嘆いたといい、後にこの一連の流れが相撲愛好家の中で「下田事件」と呼ばれるようになった。下田本人は「周りから上がれると言われていたからくやしい気持ちはある。でも決まったことだからしょうがないです」と語ったが、アマチュア相撲関係者からは「学生相撲への偏見が根強い」との声が出ていた。翌7月場所はその余波と怪我の影響か2勝5敗で負け越した。続く9月場所は4勝3敗と勝ち越したが、11月場所は1勝6敗と思った通りの成績を残せず、東幕下28枚目まで落ちた。2007年1月場所は5勝2敗と初土俵で残した成績に次ぐ好成績を残したものの翌3月場所は3勝4敗とまた負け越してしまう。続く5月場所から9月場所にかけて3場所連続で勝ち越したものの、東幕下4枚目まで番付を上げた11月場所は1勝6敗に終わってしまった。2008年も3月場所以外は全て負け越しという結果に終わった。
四股名を「宇映」に改めた2009年1月場所では自己最低位の東幕下51枚目まで番付を落とし、十両昇進どころか三段目陥落の危機を迎えたが、そこから連続して勝ち越し、再び幕下上位へと顔を出していた。しかしそこからまた低迷が続き、2012年5月場所から「若圭将」へ、同年7月場所からは「若圭翔」へ改名した。特に1場所だけ名乗った「若圭将」に関しては「申請の時に書き間違えたとか?」と思わせるものであり、次々と改名する様子をコラムニストの尾崎しのぶは「藁にもすがる思いだったのだろう」と後に評しているしかし改名後も低迷は続き、同年9月場所では西幕下50枚目で負け越し。翌11月場所では三段目に初降格。その後も低迷し2015年11月場所からは休場を続け、2016年3月場所では序二段に初降格。この場所も全休となって場所後に引退が発表された。最高位は入門2場所目の幕下筆頭が最高となり、ついに十両昇進は果たせなかった。引退後は母校の日本大学で勤務しており、2016年5月26日付でアマチュア相撲への復帰が認められた。幕下以下で長く暮らしてちゃんこ作りに励んでいたため料理は身についており、勤務先には自作の弁当を持っていく。2016年の全日本選手権大会では審判を務めていた。
後に落合哲也（伯桜鵬）が史上初となる幕下付出から所要1場所での十両昇進を果たすと、落合より前に幕下15枚目格付出として臨んだデビュー場所で7戦全勝優勝を果たした力士として注目を集めることとなった。本人は2023年3月場所前にインタビューを受けており、7戦全勝を果たした当時は下田にとって決して驚く結果ではなかったという。幕下優勝後の帰り道、会場の両国国技館から両国駅までファンに囲まれ、まるで既に関取昇進が決まったかのような歓待ぶりだった。本人は「お客さんに囲まれたのはあれが最後でしたね」と懐かしんでいる。化粧廻しも絵柄が決まって発注を待つばかりでカラー締め込みの手配もいずれされるところであった。しかし結果としては十両昇進を逃した。だが本人は「気落ちすることはなかったです。今回みたいに自分の実力を出せばいけるから、次の場所で上がればいいという気持ちに切り替わっていました」と受け止めていた。その後、関取昇進を逃した7月場所前に膝の異変に気付いたが痛みを押して強行出場し、初日の1番相撲で膝を悪くしたが勝ち越せば十両昇進がほぼ確実であったためそれに目が眩んで強行出場し、これが致命的となった。本人も後に「『初日にけがしたのであれば、全休しろ』と声をかけます」と失敗を認めている。引退の直因となったのは後縦靱帯骨化症であり、2015年9月場所は右手に全く力が入らなくなって左手だけで相撲を取った。右手はタオルすら持てない状態となり、場所を終えて首の治療で大学病院を転々としたが、いずれも即引退を迫られた。志半ばで引退した下田であったが、落合が十両昇進を控えていた際は「自分のようになってほしくない」と祈るような思いで見守り、彼が十両昇進を果たした際も嫉妬心は無く、寧ろ自身が再注目されたことを喜んだ。

## エピソード
- 相撲を始める前はサッカーに興味を持っていた。徳永悠平と同じチームに入っていたことがある。
- 2011年7月場所7日目（2011年7月16日）に、西幕下12枚目の宇映と東幕下14枚目の若龍勢（放駒部屋）が対戦した取組で、宇映が若龍勢を土俵際まで寄ったもののそこでうっちゃりを食らって後頭部から土俵に叩きつけられ、宇映は脳震盪を起こして立てなくなってしまった。審判の協議は取り直しとなったが、宇映がその後の取組を行うのは不可能と判断され、宇映の不戦敗という扱いとなった。不戦敗は2005年5月場所において十両で五城楼が琴春日と春ノ山に2日連続で不戦敗して以来の記録となった。この取組で勝負審判長を務めていた湊川親方（元小結・大徹）は「西方力士（宇映）が怪我をして取組ができないため『痛み負け』とします」と観客に対して説明した[9]。翌日以降この7月場所は休場し、本人の休場は初土俵以来初めてのこととなった。

## 主な成績
2016年3月場所終了時
- 通算成績：196勝193敗24休（59場所）
- 各段優勝：幕下優勝1回（2006年5月場所）

| | 一月場所 初場所（東京）   | 三月場所 春場所（大阪）   | 五月場所 夏場所（東京） | 七月場所 名古屋場所（愛知） | 九月場所 秋場所（東京） | 十一月場所 九州場所（福岡） |
| --- | ------------------------- | ------------------------- | ----------------------- | --------------------------- | ----------------------- | --------------------------- |
| 2006年 （平成18年） | x                         | x                         | 幕下付出15枚目 優勝 7–0 | 西幕下筆頭 2–5              | 西幕下12枚目 4–3        | 東幕下8枚目 1–6             |
| 2007年 （平成19年） | 東幕下28枚目 5–2          | 西幕下16枚目 3–4          | 西幕下24枚目 5–2        | 東幕下15枚目 4–3            | 東幕下11枚目 5–2        | 東幕下4枚目 1–6             |
| 2008年 （平成20年） | 東幕下23枚目 3–4          | 東幕下29枚目 6–1          | 東幕下11枚目 3–4        | 東幕下17枚目 3–4            | 東幕下24枚目 3–4        | 東幕下32枚目 2–5            |
| 2009年 （平成21年） | 東幕下51枚目 4–3          | 東幕下43枚目 4–3          | 東幕下34枚目 5–2        | 西幕下19枚目 4–3            | 西幕下15枚目 4–3        | 東幕下11枚目 4–3            |
| 2010年 （平成22年） | 東幕下7枚目 3–4           | 西幕下11枚目 4–3          | 西幕下7枚目 2–5         | 東幕下22枚目 6–1            | 東幕下6枚目 3–4         | 東幕下10枚目 3–4            |
| 2011年 （平成23年） | 西幕下15枚目 4–3          | 八百長問題 により中止     | 東幕下11枚目 3–4        | 西幕下12枚目 1–3–3          | 西幕下33枚目 3–4        | 西幕下40枚目 5–2            |
| 2012年 （平成24年） | 西幕下29枚目 2–5          | 東幕下46枚目 5–2          | 東幕下33枚目 4–3        | 西幕下26枚目 1–6            | 西幕下50枚目 3–4        | 東三段目2枚目 5–2           |
| 2013年 （平成25年） | 西幕下41枚目 5–2          | 東幕下28枚目 2–5          | 東幕下51枚目 5–2        | 西幕下35枚目 1–6            | 西三段目9枚目 3–4       | 西三段目18枚目 4–3          |
| 2014年 （平成26年） | 東三段目9枚目 5–2         | 西幕下49枚目 5–2          | 東幕下36枚目 2–5        | 東幕下52枚目 4–3            | 西幕下43枚目 3–4        | 西幕下54枚目 2–5            |
| 2015年 （平成27年） | 西三段目14枚目 2–5        | 西三段目35枚目 2–5        | 東三段目60枚目 3–4      | 西三段目78枚目 3–4          | 西三段目95枚目 6–1      | 西三段目35枚目 休場 0–0–7   |
| 2016年 （平成28年） | 東三段目96枚目 休場 0–0–7 | 東序二段57枚目 引退 0–0–7 | x                       | x                           | x                       | x                           |
| 各欄の数字は、「勝ち-負け-休場」を示す。 優勝 引退 休場 十両 幕下 三賞：敢=敢闘賞、殊=殊勲賞、技=技能賞 その他：★=金星 番付階級：幕内 - 十両 - 幕下 - 三段目 - 序二段 - 序ノ口 幕内序列：横綱 - 大関 - 関脇 - 小結 - 前頭（「#数字」は各位内の序列） |                           |                           |                         |                             |                         |                             |

## 各段優勝
- 幕下優勝：1回（2006年5月場所）

幕下付出の場所で優勝したのは竹内（のち大関・雅山）以来昭和以降8人目で、15枚目格付出の制度ができてからは初めて。

## 改名歴
- 下田 圭将（しもだ けいしょう）2006年3月場所-2008年11月場所
- 宇映 圭将（たかてる -）2009年1月場所-2012年3月場所
- 若圭将 裕康（わかけいしょう ひろやす）2012年5月場所
- 若圭翔 裕樹（わかけいしょう ひろき）2012年7月場所-2016年3月場所